# Jeremy Sheffield
Jeremy Sheffield (Chelmsford, Essex, 17 de març de 1966) és un actor i ex-ballarí de ballet professional anglès, conegut per haver interpretat Alex Adams a la sèrie Holby City, Sullivan a Murder in Suburbia i Patrick Blake a la sèrie Hollyoaks.

## Biografia
És fill de Barry Sheffield i Brenda Dare-Sheffield.
Abans de convertir-se en actor, Jeremy va ser ballarí de ballet per al Royal Ballet de Covent Garden. Com a ballarí va aparèixer en el vídeo del famós grup Queen I Want To Break Free. No obstant això la seva carrera com a ballarí va acabar quan tenia 27 anys després de trencar-se un dit i fer-se un esquinç de lligament.
El 1997 va obtenir el paper secundari de Boris en la pel·lícula Anna Karenina.
El 2000 es va unir a l'elenc principal de la sèrie mèdica Holby City, on va interpretar el cirurgià cardiotoràcic Alex Adams fins a 2003. El 2004 va aparèixer en la pel·lícula britànica de terror Creep, on va interpretar Guy. Aquell mateix any va aparèixer a la sèrie Murder in Suburbia, on va interpretar el detectiu inspector de la policia Sullivan fins a 2005. El 2005 es va unir a l'elenc de la pel·lícula The Wedding Date, on va interpretar en Jeffrey. El 2006 va interpretar el britànic a l'anunci del Renault Clio: France vs Britain. Aquell mateix any va viatjar a Sud-àfrica per participar en el reality xou "Safari School", on va quedar en segon lloc. Aquest mateix any es va unir a la sèrie Bombshell, on va donar vida al major Nicholas Welling, i a Green Wing, on va interpretar Jeremy. El 2007 va tornar a aparèixer en un spot de Jordan Scott anomenat "More Va Va Voom", fent el paper de Ben. El 2008 va aparèixer a la pel·lícula romàntica Last Chance Harvey, on va donar vida a en Matt, i en la pel·lícula de terror The Children, on va fer de Robbie.
El gener de 2010 es va unir a l'elenc que va participar en el programa de patinatge Dancing on Ice; la seva parella va ser la patinadora professional Susie Lipanova, amb qui va quedar en el dotzè lloc. Aquest mateix any va interpretar Michael en la pel·lícula de ball StreetDance 3D. El 16 de desembre de 2011, va aparèixer com a personatge recurrent a la popular sèrie britànica Coronation Street, on va interpretar el gerent d'hotel Danny Stratton fins al 23 de gener de 2012. El 21 de novembre de 2012 es va unir a l'elenc de la sèrie britànica Hollyoaks, on va interpretar el sinistre director Patrick Blake fins al 5 de gener de 2016.

## Filmografia

### Cinema
| Any  | Títol                | Personatge         | Notes                                                                                         |
| ---- | -------------------- | ------------------ | --------------------------------------------------------------------------------------------- |
| 1995 | Safe Haven           | Sean               | al costat d'Allie Byrne, Miranda Pleasence i Donald Pleasence                                 |
| 1996 | Anna Karenina        | Boris              | al costat de Sophie Marceau, Sean Bean, Alfred Molina, Mia Kirshner, James Fox i Danny Huston |
| 1998 | Her Own Rules        | Lucas Kent         | al costat de Melissa Gilbert, Lorraine Pilkington, Ginny Holder i Dorian Healy                |
| 2003 | Hearts of Gold       | Dr. Andrew John    | al costat de Kate Jarman, Geraldine James, David Troughton, Judy Parfitt i David Warner       |
| 2004 | The Confidence Trick | Walter             | curt - al costat de Daniel Lapaine i Tove Hellkvist                                           |
| 2004 | Creep                | Guy                | al costat de Franka Potente, Grant Ibbs, Joe Anderson, Sean Harris i Ian Duncan               |
| 2005 | The Wedding Don't    | Jeffrey            | al costat de Debra Messing, Dermot Mulroney, Amy Adams, Jack Davenport i Sarah Parish         |
| 2008 | The Children         | Robbie             | al costat d'Eva Birthistle, Stephen Campbell Moore, Rachel Shelley i Hannah Tointon           |
| 2008 | Last Chance Harvey   | Matt               | al costat de Dustin Hoffman, Emma Thompson, Eileen Atkins, Kathy Baker i Liane Belaven        |
| 2008 | Miss Conception      | James              | al costat de Heather Graham, Mia Kirshner, Tom Ellis i Ruta Gedmintas                         |
| 2010 | StreetDance 3D       | Michael            | al costat de Nichola Burley, Richard Winsor, Ukweli Roach i Frank Harper                      |
| 2010 | The Long Lonely Walk | JD                 | curt - al costat de Callum Francis, Kirsty Hickey, Nitin Kundra i Christian Lees              |
| 2011 | The Power of Three   | Estrella de cinema | al costat de Toyah Willcox, Brümilda van Rensburg, Robin Craig i Margaret Nolan               |

### Sèries de televisió
| Any         | Títol              | Personatge             | Notes                       |
| ----------- | ------------------ | ---------------------- | --------------------------- |
| 1991        | Dark Season        | Guàrdia                | episodi # 1.4'              |
| 1995        | The Governor       | Doctor Thomas          | 6 episodis                  |
| 1998        | Merlín             | Lancelot               | minisèrie                   |
| 2000 - 2003 | Holby City         | Dr. Alex Adams         | 70 episodis                 |
| 2002        | Limite Green       | Stan Peterson          | episodi "Blind Date"        |
| 2003        | Grease Monkeys     | Mark Miller            | episodi "Last Man Standing" |
| 2003        | The Afternoon Play | Tom Rourke             | episodi "Coming Up for Air" |
| 2004 - 2005 | Murder in Suburbia | Detectiu Sullivan      | 11 episodis                 |
| 2006        | Blue Murder        | Paul Cochran           | episodi "In Deep"           |
| 2006        | Bombshell          | Maigr Nicholas Welling | 7 episodis                  |
| 2006        | Green Wing         | Jeremy                 | episodi "Christmas Special" |
| 2007        | New Tricks         | Chris Parr             | episodi "Father's Pride"    |
| 2008        | Hotel Babylon      | Adam Price             | 2 episodis                  |
| 2009        | Personal Affairs   | Dr. Richard Palmer     | 3 episodis                  |
| 2011 - 2012 | Coronation Street  | Danny Stratton         | 10 episodis                 |
| 2014        | Tom's Life         | Patrick Blake          | 3 episodis - minisèrie'     |
| 2012 - 2016 | Hollyoaks          | Patrick Blake          | 307 episodis                |

## Premis i nominacions
| Any  | Categoria                      | Premi              | Sèrie     | Resultat |
| ---- | ------------------------------ | ------------------ | --------- | -------- |
| 2016 | Best Male Dramatic Performance | British Soap Award | Hollyoaks | Nominat  |
| 2014 | Best Actor                     | British Soap Award | Hollyoaks | Nominat  |